# Tillandsia ignesiae
Tillandsia ignesiae là một họ Bromeliaceae loài thuộc chi Tillandsia. Đây là loài bản địa của México.